# Gonodonta holosericea
Gonodonta holosericea là một loài bướm đêm trong họ Noctuidae.